# Eman, Hainan
Eman är en köpinghuvudort i Kina. Den ligger i provinsen Hainan, i den södra delen av landet, omkring 110 kilometer väster om provinshuvudstaden Haikou. Antalet invånare är 17 317. Befolkningen består av 7 487 kvinnor och 9 830 män. Barn under 15 år utgör 24,0 %, vuxna 15-64 år 66 %, och äldre över 65 år 8,0 %.
Runt Eman är det ganska tätbefolkat, med 239 invånare per kvadratkilometer. Närmaste större samhälle är Xinzhou, 16,6 km söder om Eman. I omgivningarna runt Eman växer huvudsakligen savannskog.
Genomsnittlig årsnederbörd är 2 285 millimeter. Den regnigaste månaden är juli, med i genomsnitt 445 mm nederbörd, och den torraste är februari, med 19 mm nederbörd.